# Тихонов, Василий Гаврилович
Васи́лий Гаври́лович Ти́хонов (15 июня 1909, Улень — 6 сентября 1976, Абакан) — советский военачальник, генерал-лейтенант авиации (25.05.1959), Герой Советского Союза (16.09.1941).

## Биография
Родился в посёлке медного рудника Улень ныне Ширинского района Хакасии в семье рабочего. Русский. Член ВКП(б)/КПСС с 1931 года. После окончания 7-ми летней школы, работал забойщиком на шахте Анжерских каменноугольных копей.

### Военная служба

#### Межвоенный период
10 ноября 1930 года призван в РККА и зачислен красноармейцем в 41-й авиапарк Забайкальской группы войск в город Чита. В декабре направлен в 18-ю школу младших авиаспециалистов в г. Спасск Приморского края, по окончании которой с мая 1931 г. проходил службу мотористом в 40-й авиаэскадрилье 18-й авиабригады ВВС ОКДВА. В декабре был командирован на учебу в Военно-теоретическую школу ВВС РККА им. Краснознаменного комсомола в г. Ленинград. В июне 1932 г. переведен в 14-ю военную школу летчиков в г. Энгельс для прохождения практического курса полетов. В декабре 1933 г. назначен в 50-ю тяжелую бомбардировочную авиаэскадрилью ВВС МВО в г. Воронеж, где проходил службу младшим летчиком и командиром корабля. В июле 1934 г. эскадрилья была передислоцирована на Д. Восток и вошла в состав 101-й авиабригады ВВС Забайкальской группы войск. В декабре 1936 г. переведен в 78-ю тяжелую бомбардировочную авиаэскадрилью 67-й авиабригады ВВС ОКДВА, здесь он занимал должности командира корабля и отряда. В июле 1938 г. старший лейтенант  Тихонов был назначен пом. командира эскадрильи в 22-й авиаполк, входивший в состав ВВС 2-й Отдельной Краснознаменной армии. С февраля 1939 г. временно командовал эскадрильей этого полка. В 1940 г. полк был переформирован в дальнебомбардировочный и вошел в состав 31-й смешанной авиадивизии. С 21 июня 1941 г. вместе с дивизией начал передислокацию на запад.

#### Великая Отечественная война
В начале  войны полк в июле 1941 г. прибыл на Северо-Западный фронт в район ст. Бологое и оттуда участвовал в бомбардировке важных военных и промышленных объектов противника. В августе капитан  Тихонов командиром эскадрильи этого полка в составе 81-й дальнебомбардировочной авиадивизии ДБА совершил 3 успешных боевых вылета на Берлин, за что ему Указом Президиума Верховного Совета СССР от 16 сентября 1941 года было присвоено звание Героя Советского Союза с вручением ордена Ленина и медали «Золотая Звезда» (№ 515). В сентябре 1941 г. он вступил в командование 579-м отдельным дальнебомбардировочным авиационным полком Ставки ВГК. В декабре полк вошел в состав 17-й бомбардировочной авиадивизии и был переименован в 751-й авиаполк АДД. В марте 1942 г. за успешное выполнение боевых заданий командования полк переименован в 8-й гвардейский авиаполк ДД. В июне 1943 г. на базе полка была сформирована 8-я гвардейская авиадивизия АДД, а полковник  Тихонов назначен ее командиром. Части дивизии под его командованием обеспечивали наступательные операции Красной армии на орловском, белгородском, полтавском, брянском, рославльском и смоленском направлениях, а также наносили бомбовые удары на Ленинградском фронте по артиллерийской группировке противника в районе Беззаботное. В 1944 г. дивизия успешно действовала в Белорусской, Минской наступательных операциях, а также наносила бомбовые удары по военным объектам в Германии, Румынии, Польше и Венгрии. За успешное выполнение боевых заданий командования ее полки получили наименования «Рославльский» и «Ржевский» и были награждены орденами Красного Знамени, а самой дивизии присвоено наименование «Орловская». В феврале 1945 г. дивизия была переименована в 18-ю гвардейскую бомбардировочную авиационную Орловско-Будапештскую дивизию в составе 18-й воздушной армии ДА. Генерал Тихонов за годы войны выполнил 21 боевой вылет.

#### Послевоенное время
После войны генерал-майор авиации  Тихонов продолжал командовать этой дивизией. После ее расформирования с декабря 1946 г. исполнял должность зам. командира 73-й вспомогательной авиационной ордена Красной Звезды дивизии ДА. С августа 1947 г. командовал 2-й гвардейской бомбардировочной авиационной Севастопольско-Берлинской дивизией ДА. С декабря 1950 по октябрь 1952 г. находился на учебе в Высшей военной академии им. К. Е. Ворошилова, по окончании которой назначен зам. командира 81-го гвардейского бомбардировочного авиакорпуса ДА. В августе 1953 г. временно командовал 15-й гвардейской тяжелобомбардировочной авиадивизией 43-й воздушной армии ДА, затем был зам. командующего и 1-м зам. командующего этой армии. С ноября 1960 г. генерал-лейтенант авиации В. Г. Тихонов — 1-й зам. командующего и член Военного совета 43-й ракетной армии. В мае 1962 г. он назначен начальником Харьковского высшего авиационно-инженерного военного училища. 
5 августа 1970 года уволен в запас. Жил в Москве. Скончался 6 сентября 1976 года. Похоронен по его завещанию в городе Абакан.

## Награды и звания
- Герой Советского Союза (16.09.1941);
- два ордена Ленина (16.09.1941, 30.12.1956[6]);
- орден Красного Знамени (17.05.1951)[6];
- орден Суворова 2-й степени (29.05.1945);
- орден Кутузова 2-й степени (13.03.1944);
- орден Александра Невского (31.12.1942);
- орден Трудового Красного Знамени;
- два ордена Красной Звезды (в.т.ч. 30.04.1946[6]);
- Медаль «За боевые заслуги» (3.11.1944, за выслугу лет)
- Медаль «За оборону Ленинграда»
- Медаль «За оборону Москвы»
- Медаль «За оборону Сталинграда»
- Медаль «За взятие Кёнигсберга»
- Медаль «За взятие Берлина»
- другие медали СССР[5].

## Память
- Василий Гаврилович был почётным гражданином Черногорска[5].
- Его именем названы улицы в Черногорске и Абакане, а также международный аэропорт в окрестностях столицы Хакасии.

- Имя В. Г. Тихонова высечено на плите мемориального комплекса «Воинам-сибирякам».
- Мемориальный комплекс «Воинам-сибирякам», Ленино-Снегирёвский военно-исторический музей.